# Dolnia (gmina Bujwidze)
Dolnia (lit. Pakalniai) − wieś na Litwie, w rejonie wileńskim, 9 km na zachód od Bujwidzów, zamieszkana przez 17 ludzi. Przed II wojną światową w Polsce, w powiecie wileńsko-trockim województwa wileńskiego.